# Фридман, Майкл
Майкл Хартли Фридман (англ. Michael Hartley Freedman; род. 21 апреля 1951, Лос-Анджелес, Калифорния) — математик из исследовательской группы в Калифорнийском университете в Санта-Барбаре. В 1986 году был удостоен Филдсовской премии за его работу над обобщённой гипотезой Пуанкаре. Фридман и Робион Кирби показали, что гипотеза справедлива для n = 4.

## Биография
Фридман родился в еврейской семье в Лос-Анджелесе, внук писателя Давида Фридмана. В 1968 году он поступил в Калифорнийском университет в Беркли, а затем продолжил учёбу в Принстонском университете, где в 1973 году получил степень доктора философии за свою диссертацию Codimension-Two Surgery, написанную под руководством Уильяма Браудера. После окончания университета Фридман был назначен преподавателем кафедры математики в Калифорнийском университете в Беркли. Он занимал этот пост до 1975 года, когда стал членом Института перспективных исследований (IAS) в Принстоне. В 1976 году он был назначен ассистент-профессором на кафедре математики Калифорнийском университете в Сан-Диего (UCSD).
Фридман получил множество других наград и почетных званий, включая Стипендию Слоана, Стипендию Гуггенхайма, Стипендию Мак-Артура и Национальную научную медаль США. Он избран членом Национальной академии наук США, Американской академии искусств и наук и Американского математического общества.
В настоящее время он работает в Калифорнийском университете в Санта-Барбаре, где его команда принимает участие в разработке топологического квантового компьютера.

## Публикации
- Фридман, Майкл Хартли (1982), The topology of four-dimensional manifolds, Journal of Differential Geometry, 17 (3): 357–453, ISSN 0022-040X, MR: 679066
- Майкл Х. Фридман и Фрэнк Куинн, Topology of 4-manifolds, Princeton Mathematical Series, том 39, Princeton University Press, Принстон, NJ, 1990. ISBN 0-691-08577-3
- Фридман, Майкл Х.: Z2-systolic-freedom. Proceedings of the Kirbyfest (Беркли, Калифорния, 1998), 113—123 (электронные), Geom. Topol. Monogr., 2, Geom. Topol. Publ., Coventry, 1999.
- Фридман, Майкл Х.; Мейер, Дэвид А.; Ло Фэн: Z2-systolic freedom and quantum codes. Mathematics of quantum computation, 287—320, Comput. Math. Ser., Chapman & Hall/CRC, Бока Ратон, Флорида, 2002.